# Lucian (Mondkrater)
Lucian ist ein kleiner, schüsselförmiger Einschlagkrater auf der Mondvorderseite in der Ebene des Mare Tranquillitatis.
Der Krater wurde 1973 von der IAU nach dem griechischen Autor und Verfasser einer utopischen Mondreise Lukian von Samosata offiziell benannt.